# Mel Martínez
Pour les articles homonymes, voir Martínez.
Melquiades Rafael Martinez dit Mel Martinez, né le 23 octobre 1946 à Sagua La Grande (Cuba), est un homme politique américain. Membre du Parti républicain, il est secrétaire au Logement et au Développement urbain entre 2001 et 2003 dans l'administration du président George W. Bush puis sénateur de Floride entre 2005 et 2009.

## Biographie

### Jeunesse et études
Originaire de Cuba, Mel Martinez débarque en février 1962 aux États-Unis à l'âge de 15 ans lors de l'opération Peter Pan, un programme humanitaire dirigé par l'Église catholique qui favorise la fuite de plus de 14 000 enfants cubains,.
Diplômé en droit à l'université d'État de Floride, il commence sa carrière dans une firme juridique avant de s'impliquer dans la vie politique et associative.

### Vie politique
En 1994, il est choisi comme colistier par Ken Connor, ami de l'université et désormais associé, qui se présente au poste de gouverneur de Floride. Connor est largement battu par Jeb Bush.
En 1998, il est élu président du conseil du comté floridien d'Orange, avec environ 60 % des suffrages.

#### Secrétaire au Logement

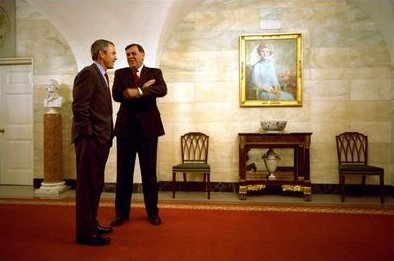
Mel Martínez et George W. Bush en 2002.

En 2001, il est nommé secrétaire au Logement et au Développement urbain par le président George W. Bush. En 2003, il quitte ses fonctions pour tenter de ravir l'année suivante aux démocrates le siège de sénateur de Floride, détenu jusque-là par le sénateur Bob Graham.

#### Sénateur
Lors des primaires républicaines, Martinez affronte le représentant Bill McCollum (en) dans un duel serré. Il attaque son adversaire pour avoir soutenu la recherche sur les cellules souches embryonnaires et une loi incluant l'orientation sexuelle dans les crimes de haine. Sa campagne va jusqu'à qualifier McCollum de « nouveau chéri des extrémistes homosexuels », ce qui fait perdre à Martinez le soutien du St. Petersburg Times. Martinez arrive en tête de la primaire avec plus de 40 % des suffrages. Le 2 novembre 2004, il remporte la victoire de justesse contre Betty Castor (en), son adversaire démocrate. Il devient le premier cubain-américain à être élu au Sénat des États-Unis.
Après avoir prévenu en décembre 2008 qu'il ne serait pas candidat à sa réélection en novembre 2010, Martinez démissionne de son mandat en août 2009. Il doit vouloir se rapprocher de sa famille à Orlando. Le gouverneur Charlie Crist nomme donc un remplaçant, George LeMieux, pour le reste de son mandat qui s'achève en janvier 2011.

#### General chairmandu RNC
En novembre 2006, Martinez est désigné pour succéder à Ken Mehlman à la présidence du comité national républicain (RNC) pour la période 2007-2008. Il doit cependant partager ses fonctions avec Mike Duncan qui est élu à la fonction exécutive de la présidence tandis que Martinez devient general chairman (directeur général). Contesté au sein du parti pour certaines de ses positions modérées concernant l'immigration illégale et en désaccord sur leurs prérogatives respectives avec Mike Duncan, Mel Martinez démissionne de son poste de directeur général du Parti républicain le 19 octobre 2007.

## Orientation politique
Politiquement à droite, il est hostile à l'avortement en général et s'oppose à la laïcité militante.
Il soutient les baisses d'impôts, le programme No Child Left Behind, la doctrine Bush, l'État d'Israël, l'embargo contre Cuba, la réforme de la sécurité sociale, le maintien de la domination de la puissance militaire américaine partout dans le monde, l'exercice libre de la religion, le droit de porter des armes et l'amendement constitutionnel contre le mariage homosexuel.
Martinez s'oppose cependant au parti sur les questions d'immigration, soutenant une réforme permettant aux immigrés illégaux de longue date de rester sur le territoire.

## Vie privée
Père de trois enfants et grand-père de deux petits enfants, Mel Martinez est catholique pratiquant.